# Rudolf Köpke
Rudolf Anastasius Köpke (Königsberg, 23 agosto 1813 – Berlino, 10 giugno 1870) è stato uno storico tedesco.

## Biografia
Dal 1832 studiò teologia all'Università di Berlino, ma i suoi interessi lo portarono a occuparsi di storia, sotto l'influenza del maestro Leopold von Ranke (1795-1886). Con Georg Waitz (1813-1886), Wilhelm von Giesebrecht (1814-1889) e Siegfried Hirsch (1816-1860), fu uno dei primi membri del sodalizio di storici noto come "Scuola di Ranke".
Dal 1838 al 1842 insegnò al Joachimsthalschen Gymnasium di Berlino, e in seguito fu affiliato all'iniziativa filologica dei Monumenta Germaniae Historica. Dal 1850 al 1867 tenne lezioni di economia all'Accademia militare prussiana (Kriegsakademie). Nel 1856 ricevette il titolo di professore associato. Durante la Rivoluzione tedesca del 1848 fu un sostenitore dell'unità della Germania e pubblicò una serie di articoli in cui invocava la fine della Kleinstaaterei, come viene chiamata, in tedesco, la storica condizione di frammentazione della Nazione Germanica in piccoli stati.

## Opere
Tra le opere di Köpke c'è una notevole biografia in due volumi del poeta Ludwig Tieck (1773-1853), pubblicata nel 1855 con il titolo di Ludwig Tieck. Erinnerungen aus dem Leben des Dichters nach dessen mündlichen und schriftlichen Mittheilungen.
Insieme a Georg Heinrich Pertz fu autore dell'accurata esegesi che portò allo svelamento della falsità del cosiddetto Chronicon Cavense, qualificata da Herbert Bloch come «la più audace falsificazione tra quelle compiute nel XVIII secolo».
Tra le altre opere, vi sono le seguenti:
- Die Anfänge des Königtums bei den Goten (Gli inizi del Regno durante i Goti), (1859)
- Widukind von Korvei (Vitichindo di Corvey), (1867)
- Hrotsuit von Gandersheim (1869)
- Die Gründung der Friedrich Wilhelms-Universität zu Berlin (La fondazione della Friedrich Wilhelms Universität di Berlino), (1860)
- Kaiser Otto der Große (L'imperatore Ottone il Grande); con Ernst Dümmler (1876)